# Paralammerit
Paralammerit (IMA-Symbol Plmr) ist ein sehr selten vorkommendes Mineral aus der Mineralklasse der „Phosphate, Arsenate und Vanadate“ mit der chemischen Zusammensetzung Cu3[AsO4]2 und damit chemisch gesehen Kupfer(II)-arsenat.
Paralammerit kristallisiert im monoklinen Kristallsystem, konnte jedoch bisher nur in Form unregelmäßiger, prismatischer Körner bis etwa 0,15 mm Größe gefunden werden. Das Mineral ist durchsichtig und zeigt auf den hellgrünen bis dunkelgrünen Kristalloberflächen einen glasähnlichen Glanz.

## Etymologie und Geschichte
Als synthetische Verbindung war Kupfer(II)-arsenat mindestens seit den 1960ern bekannt. Die Kristallstruktur der Verbindung wurde 1968 von Sandra J. Poulsen und C. Calvo entschlüsselt.
Die natürliche Mineralbildung wurde erstmals in Mineralproben vom Vulkan Tolbatschik, genauer von einer Fumarole des zweiten Schlackenkegels, auf der russischen Halbinsel Kamtschatka entdeckt. Die Analyse und Erstbeschreibung erfolgte durch G. L. Starowa, Lidija Pawlowna Wergassowa, S. K. Filatow, S. N. Britwin und W. W. Ananjew, die das Mineral in Anlehnung an dessen polymorphe Verwandtschaft mit Lammerit als Lammerit-β bezeichneten.
Das Mineralogenteam sandte seine Untersuchungsergebnisse und den gewählten Namen 2009 zur Prüfung an die International Mineralogical Association (interne Eingangsnummer der IMA: 2009-002), die den Lammerit-β als eigenständige Mineralart anerkannte. Die Erstbeschreibung wurde 2011 im russischen Fachmagazin Sapiski Rossijskogo mineralogitscheskogo obschtschestwa (russisch Записки Российского минералогического общества) veröffentlicht.
Im Zuge der Neudefinition der „Richtlinien für die Nomenklatur von Polymorphen und Polysomen“ wurde Lammerit-β 2022 umbenannt in Paralammerit.
Das Typmaterial des Minerals wird wahrscheinlich im Mineralogischen Museum oder der Geologischen Abteilung der Staatlichen Universität Sankt Petersburg (UDG) in Sankt Petersburg (Russland) aufbewahrt. Eine Inventarnummer ist jedoch nicht dokumentiert.

## Klassifikation
Da der Paralammerit erst 2009 als eigenständiges Mineral anerkannt wurde, ist er weder in der veralteten 8. Auflage noch in der von der IMA ebenfalls zuletzt 2009 aktualisierten 9. Auflage der Strunz’schen Mineralsystematik verzeichnet.
In der zuletzt 2018 überarbeiteten Lapis-Systematik nach Stefan Weiß, die formal auf der alten Systematik von Karl Hugo Strunz in der 8. Auflage basiert, erhielt das Mineral die System- und Mineralnummer VII/A.09-012 (Lammerit-beta). Dies entspricht der Klasse der „Phosphate, Arsenate und Vanadate“ und dort der Abteilung „Wasserfreie Phosphate [PO4]3−, ohne fremde Anionen“, wo Paralammerit zusammen mit Lammerit, Stranskiit und Xanthiosit eine unbenannte Gruppe mit der Systemnummer VII/A.09 bildet.
In der vorwiegend im englischen Sprachraum gebräuchlichen Systematik der Minerale nach Dana hat Paralammerit die System- und Mineralnummer 38.03.09.02 (IMA 2009-002). Dies entspricht ebenfalls der Klasse der „Phosphate, Arsenate und Vanadate“ und dort der Abteilung „Wasserfreie Phosphate etc.“, wo das Mineral zusammen mit Lammerit in einer unbenannte Gruppe mit der Systemnummer 38.03.09 innerhalb der Unterabteilung „Wasserfreie Phosphate etc., (A+B2+)3(XO4)2“ zu finden ist.
Auch die von der Mineraldatenbank „Mindat.org“ weitergeführte Strunz-Klassifikation (hier: Strunz-mindat) ordnet den Paralammerit in die Abteilung der „Phosphate usw. ohne zusätzliche Anionen; ohne H2O“ (englisch Phosphates, etc. without additional anions, without H2O). Diese ist weiter unterteilt nach der relativen Größe der beteiligten Kationen. Das Mineral ist hier entsprechend seiner Zusammensetzung in die Unterabteilung „Mit mittelgroßen Kationen“ eingeordnet worden, wo es zusammen mit Lammerit eine unbenannte Gruppe mit der Systemnummer 8.AB.30 bildet (vergleiche dazu auch gleichnamige Unterabteilung in der Klassifikation nach Strunz (9. Auflage)).

## Kristallstruktur
Paralammerit kristallisiert in der monoklinen Raumgruppe P21/c (Raumgruppen-Nr. 14) mit den Gitterparametern a = 6,306 Å; b = 8,643 Å; c = 11,310 Å und β = 92,26° sowie 4 Formeleinheiten pro Elementarzelle.

## Modifikationen und Varietäten
Die Verbindung Cu3[AsO4]2 ist dimorph und kommt in der Natur in Form der Polysome und Minerale Lammerit und Paralammerit vor. Beide kristallisieren in monokliner Symmetrie, jedoch mit abweichender Raumgruppe und unterschiedlichen Gitterparametern. Daneben findet sich Kupfer(II)-arsenat noch in Form der Tetrahydrate Rollandit und Trichalcit (Mineralstatus fragwürdig) und sowie als Octahydrat Babánekit.

## Bildung und Fundorte
An seiner Typlokalität am Tolbatschik bildete sich Paralammerit durch Resublimation der dort austretenden vulkanischen Gase und setzte sich bei einer Temperatur von 400 bis 650 °C an den Fumarolen ab. Als Begleitminerale konnten bisher Alarsit, Alumokluchevskit, Euchlorin, Lammerit und Piypit gefunden werden.
Die weltweit bisher einzigen dokumentierten Fundorte sind die Fumarolen Arsenatnaja („Arsenat-Fumarole“; englisch Arsenatnaya) und Jadowitaja („Die Giftige“; englisch Yadovitaya) am Zweiten Schlackenkegel des Tolbatschik in Kamtschatka.